# Saint-Paul-de-Varces
 Saint-Paul-de-Varces  es una población y comuna francesa, en la región de Ródano-Alpes, departamento de Isère, en el distrito de Grenoble y cantón de Vif.

## Demografía
| 419 | 456 | 581 | 941 | 1530 | 1845 |
| Para los censos de 1962 a 1999 la población legal corresponde a la población sin duplicidades (Fuente: INSEE [Consultar]) |     |     |     |      |      |